# 1962年南越独立宫轰炸
1962年南越独立宫大轰炸（越南语：／），是一件发生于1962年2月27日的空襲事件。此次事件是越南共和國空军的两位异见人士阮文舉少尉和范富國中尉所策劃，空襲的目标是位於越南共和國西贡市總統官邸独立宫（现称统一宫），务求行刺南越总统吴廷琰及擔任政治顧問的吴氏家族成員。
这两位飞行员（地面同时有部队配合其行动）的暗杀行动是为了报复吴廷琰集中手下剩余的兵力来对付越南南方民族解放阵线，以及其独裁專制统治。他们希望能够透过此次空袭来瞄准吴廷琰所暴露的弱点，并藉此触发政变，但最後以失敗收場。
空袭时，吴廷琰正在西翼的一間房间中阅读。发射的炸弹当中，其中一颗命中了他所在的房间，然而房间並沒有爆炸，這讓吴氏在日后一再宣称他受到「完美的防护」。除了吴廷琰弟妇陈丽春受了轻伤外，吴氏家族的其他成员都全部安然无恙。虽然如此，空袭仍然导致总统府职员3死30伤。事后，阮文举成功逃到了柬埔寨，范富国則被捕入狱。
在意识到这一次空袭的不寻常以后，吴廷琰开始对南越的美国勢力怀有敌意。他声称美國媒體不斷地製造要他下台的輿論，於是開始颁布限制言論自由的新法令。由于美国比以往都更小心翼翼地应对此事，媒体们猜测美国会以此作为向南越增兵的理由。在越南内部，人们都认为这是吴氏下属开始策划造反的先兆。

## 策划

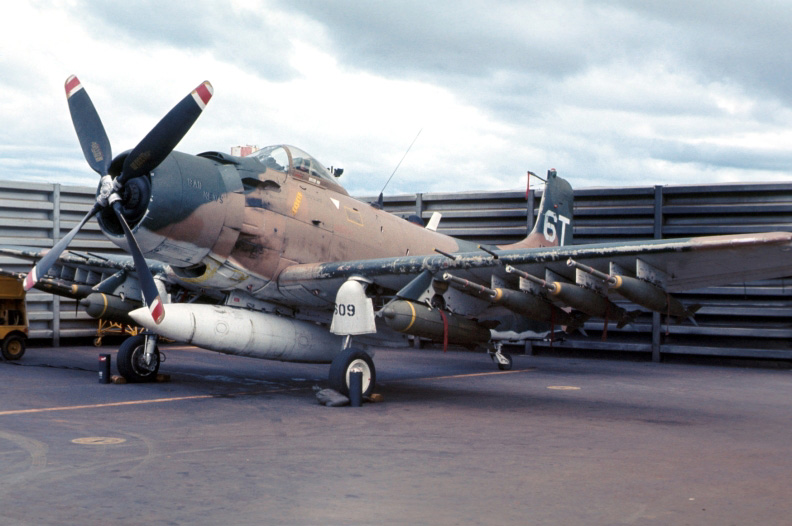
是次攻擊所用機種－A-1天襲者攻擊機。

阮文举是阮文陆的次子。阮文陆是反对吴氏独裁政权的越南國民黨的领导人之一。1960年，阮文陆被吴氏以「从事反政府活动」的罪名逮捕入狱一個月。而另一名要角范富國與阮文举隸屬同一個中隊，在此事发生以前不久才因良好的战斗表现而得到吴氏表扬為空軍最佳飛行員，而范氏本身也有親戚參與越南國民黨。
越南國民黨计划讓阮文举和范富国于2月27日袭击独立宫。於是阮文举利用《新闻周刊》的一篇批评吴氏告訴范氏，袭击獨立宮會暴露出南越軍和美國的弱點，进而引發吳氏政權的傾頹。范氏受到阮氏的影響，加入了此次計畫。范富國本身比阮文舉有更多下屬，但由於他不確定下屬的忠誠度，因此沒有招募他們加入陰謀。
在空袭之后的一年，阮文举聲稱吴氏對於反对党的不公平待遇是此次攻擊的動機。他認為吳廷琰將所有的軍事實力用來對付越南南方民族解放陣線。且吴氏對於異議人士也進行打壓，因此阮氏自己長達六年未曾升遷。另外，阮氏也批评美方对其吴氏政权的支持，并觉得这已经扼杀了他们在战争上投入的努力，并说「美国人没有为我们这些真正希望對抗越南共产党的人打开大门。」

## 空袭
曾在法国跟美国受训的阮文举和范富国，于2月27日那天早上接到命令，要他们从西贡驾驶飞机到湄公河三角洲执行对付越南南方民族解放阵线的任务。然而他们却中途改变方向，改为袭击总统府独立宫。
在07:00左右，两名飞行员駕駛着美國製造的A-1天襲者（A1H/AD-6變種）單座攻擊機，配合地面部隊用火箭炮及機槍掃射，攜帶炸彈和凝固汽油彈对法国殖民时代修建的独立宫进行轰炸。在效忠吴氏的部队到达并进行反击以前，他们两人一共炮轰了独立宫达30分钟之久。由于该天的天气不太好，云层很低，因此该两位飞行员在150米（490英尺）的高度在独立宫上空盘旋，在敌对部队到达之前更不时冲出云层进行袭击。空袭惊动了西贡的驻军，但由于对现场环境所知有限，因此他们不能判断两位飞行员有没有得到地面部队的协助。吴氏部队的坦克及装甲车衝入了他们的战场，而反政府方的飞机也开炮了，并几乎击中了邊和空軍基地起飞、被委派前往追踪阮文举和范富国的政府军飞机。两辆坦克和一些携带.50口径机关枪的吉普车在街道上巡逻，以作出预防。
首批500磅的炸弹击中了西翼的一个房间，而当时吴氏正在房间里面阅读乔治·华盛顿的传记。由于未能成功命中吴廷琰，使他有足够时间跑到西翼的地下室躲避。
他在那里跟兄长总主教吴廷俶、胞弟吴廷瑈和夫人陈丽春（在逃到地下室途中手臂被弄至骨折）及他们的孩子们汇合。空袭仍然导致总统府职员3死30多人伤。在总统府外面，一名美国籍承包商在观看轰炸时被炸死。虽然如此，城中不少居民的日常生活均没有受到轰炸影响，一切如常。在历时半小时的轰炸中，虽然两位飞行员所携带的炸弹足以夷平总统府，但他们并没有这样做。由于范氏的攻击机被一只扫雷艇击中，迫使他要飞越西贡河在茹𦨭县降落。他在被一个在附近的海军巡逻兵逮捕后问道：“我杀掉了那个邪恶的家伙了没有？”另一方面，阮氏相信空袭已成功，并计划逃走到柬埔寨。美国空军一位官员在评论是次事件时说：“在那样的天气裡，他们完成了一个非常任务。”

## 余波
在一则简短的收音机演说中，吴氏把空袭称為一个孤立的行动，并把他的安然无恙归因于“上天的保护”。他随后前往探望受伤的官兵，并保证参与这次空袭飞行员不需要承担任何责任。当时的美国总统约翰·肯尼迪寄了一封电报谴责是次空袭是一个“破坏性和有恶意之举”，并对吴氏安然无恙感到欣慰。美国大使費爾迪萊克·諾爾廷確定該攻擊是“兩個独立事件”的结果，並認為這一事件並不代表廣泛南越人民对于吴氏政权的不滿。 
由于越南南方民族解放阵线沒有就此事作出反應，導致諾爾廷将空袭归类為“有限範圍的反共人士企图暗殺事件”。受吴氏控制和支配的南越国会“极力主张”总统采取严厉的措施去对付那一群“不负责任的人”，而他的军事顾问杨文明上将则把空袭归因于“部分不满吴氏统治的飞行员”造反，并指出其实并没有发生部队叛乱。国民护卫军全体成员仍效忠总统，而指挥官的命令也有被传到新山一空军基地和被官兵们服从。吴氏的发言人还否认了飞行员使用了凝固汽油弹来攻击总统府。这是人们普遍认为原因在于，政府对空军储藏着大量这样的武器而十分敏感。但他还称，这种情况被「完全控制了」。
越南南方民族解放阵线对两名飞行员的行动向吴氏发出了声明，说这次袭击是“绝对被孤立的和愚蠢的”，而且事件“损害了空军的威信”，是“不利国家的目前形势，并在打击和颠覆共产党的工作中让共产党获得了好处。”在国民革命运动，由非政府组织家庭用策划组织举办大规模示威，支持自己，为所谓的反对死刑的两名飞行员，并进一步要求制定的吴廷琰“最严格的措施，以确保军队”。
攻击发生以后，吴氏下令将所有空军飞机停飞、所有空中作战任务暂停，而他的安全官员则不断找出任何可能拥有反政府倾向的战斗机飞行员。攻击发生3天之后，吴廷琰允许空军恢复作战任务，得出结论认为两位发动空袭的飞行员想法不代表所有空军成员的想法。袭击发生后几天宫殿周围地区被封锁起来，坦克驻扎在首都的街道。
范富国被南越政府监禁，而阮文举在柬埔寨流亡并在那里以语言教师作为他的工作。吴氏对柬埔寨提出引渡的请求，但这一请求遭到拒绝。这加深了柬埔寨亲王诺罗敦·西哈努克和吴氏的敌对关系，而由于西哈努克亲王经常资助推翻他的政变，因此吴氏家族和南越非政府组织过去曾试图推翻柬埔寨王國和迫他退位。1959年，吴廷瑈试图透过向西哈努克亲王寄出炸弹邮件来暗杀他。因此，西哈努克经常向试图推翻或杀死吴廷琰的政治难民给予庇护。在1960年11月，他向一团试图推翻吳庭琰傘兵提供避难所。
与此同时，吴氏的警察试图在儿子发动空袭后躲藏起来的阮文举父亲。后吴廷琰在1963年11月遇刺后，范富国获释，阮文举流亡归来，11月16日，他们开始继续在空军服役。而范富国更在1965年4月20日一次空袭中被北越击毙以前的18个月被晋升至中校。

### 吴廷琰的反应

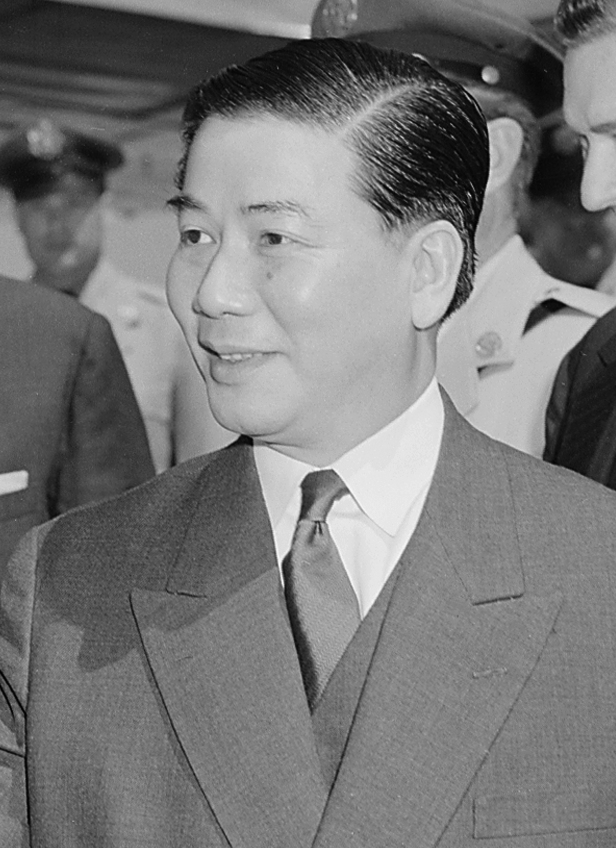
吴廷琰

吴氏在遇刺后与诺尔廷的一次会议上坚决声称，媒体需要对爆炸事件负责。他指出新闻周刊和其他媒体经常刊登一些“诽谤性的文章”，并使用它们来证明他的说法：“美国人是支持革命的”。他又说有些记者们把轰炸描绘成“一个唤醒性的呼声”，并警告他们不要不负责任地在煽动骚乱。
在轰炸之后的一次会议上吴廷琰向駐越美軍代表团团长保羅·D·霍金斯开玩笑说：「我不应该把他（阮文举）招揽入空军，因为我一年前曾经把他的父亲逮捕入狱。」 他接着预测说：「某个时候我会开始享受的颈部背部中弹身亡的感觉，因为有时他们（革命者）会这样对付我。」而事实上，在1963年南越政变后他确实被枪毙身亡。吴廷琰通过打击持不同政见者，并进一步收紧控制新闻自由。一位官员私底下承认：「我们甚至没有谈论新闻自由或要求任何其他更多的自由……他为了保护自己，已完全把自己给包围，并实行寡头政治。」吴廷瑈对限制提出了一些合理的反对，说「这里经常都会有反对派出现。如果我们打压这些人，将有另一些反对派涌现，因为他们是爱跟人争论的男人。」瑈夫人也说：「我们打开一个窗口，应该让阳光和空气而不是子弹进来。我们要自由，但我们不想被它利用。」

### 美国的反应
这次攻击后人们对美国在越南南部部署作战部队产生了许多猜测。在媒体关切地询问有关吴庭琰政府的状况时，美国国务卿迪安·腊斯克否认美国曾计划在南越部署作战部队。他还排除了跟越南南方民族解放阵线谈判的可能性，并表示一切越南的麻烦均源于日内瓦协定后共产主义的侵犯。美國駐印度大使約翰·加爾布雷斯游说人们反对肯尼迪总统调整作战部队的部署，认为这会导致南越无休止地提出更多美军增兵的要求。加尔布雷思进一步认为，美国一直被苏联玩弄于越南的丛林中，浪费了很多资源 。 据美国一项观察员说，这起轰炸激发南越人民全面策划对付吴氏政权。加尔布雷思指出，「当一个人掌权的人权力在下降时，从任何方面看这都是一件好事」，并认为任何南越领导人的更替都会使现时局势恶化的佛教徒危机获得改善。